# جوزيف شاخت
جوزيف شاخت (15 مارس 1902-1 أغسطس 1969) مستشرق وباحث ألماني في الدراسات العربية والإسلامية. متخصص في الفقه الإسلامي. له مؤلفات عدة أبرزها «بداية الفقه المحمدي» والذي حلل فيه فقه الإمام الشافعي ورسالته الشهيرة بالإضافة إلى تحليل نشأة علم الحديث.
أثار شاخت حفيظة العلماء المسلمين لأنه يشكك في صحة الأحاديث النبوية ويرى أنها وضعت أو «لفقت» خلال الفترة المتمدة بين نهاية القرن الثاني وبداية القرن الثالث هجري.
وقد تابع في ذلك أستاذه جولدزيهر في ادعاء تلفيق الأحاديث النبوية، حيث أن شاخت صرح بأنه استفاد من كتاب (دراسات محمدية) لأستاذه.

## حياته
ولد شاخت في مدينة راتيبور الواقعة في ألمانيا (حالياً بولندا). حاز على شهادة الدكتوراه من جامعة بريسلاو وانتقل بعدها للعمل في جامعة ليبزيغ ثم في جامعة فرايبورغ الشهيرة. تمت ترقيته إلى منصب أستاذ كامل عن عمر 25 عاماً فقط. وعام 1932 تبوء شاخت منصب رئيس دائرة الدراسات الشرقية في جامعة كونينسبورغ حيث بقي هناك لحوالي السنتين قبل أن يستقيل بعد وصول الحكم النازي إلى السلطة في ألمانيا. غادر شاخت بعد ذلك إلى مصر حيث عمل في جامعة القاهرة كأستاذ زائر وعام 1939 استقر في بريطانيا حيث عمل مع وزارة الإعلام لمدة خمسة سنوات، عاد بعدها للتعليم في جامعة اوكسفورد حتى عام 1954. وخلال هذه الفترة وضع شاخت أشهر كتبه «أصول الفقه المحمدي» عام 1950. وعام 1954 انتقل شاخت إلى جامعة لايدن حيث شغل منصب رئيس دارة العربية قبل أن يغادر إلى جامعة كولومبيا عام 1959 حيث أمضى بقيت حياته. توفي شاخت عام 1969 بجلطة دماغية في نيويورك.

## دراساته وأبحاثه
يعتبر شاخت من أكثر الوجوه الإشكالية في مجال الدراسات الإسلامية. رغم إتقانه اللغة العربية وسفره إلى عدد كبير من العواصم والمدن العربية والإسلامية كالقاهرة والجزائر وفاس وتونس وإسطنبول، فإن البعض يعتبره مستشرقاً بامتياز بسبب مواقفه المشككة بركائز الفقه الإسلامي. أما البعض الآخر فيعتبر أن معرفته الواسعة بالتاريخ الإسلامي سنحت له بتقديم مقاربة جديدة ونقدية لنشأة الإسلام.
بدأ شاخت حياته الأكاديمية بالعمل على عدد من المخطوطات العربية لا سيما تلك منها الموجودة في القاهرة. وفي هذا الإطار قام بتحقيق مخطوطة كتاب «الحيل والمخارج» للخصّاف في الفقه الإسلامي عام 1923. وفي منتصف العشرينات بدأ اهتمام شاخت بالفقه الإسلامي حيث استغل موقعه في جامعة فرايبورغ وعمل على تطوير معرفته بالقانون ومصطلحاته التقنية. وفي مطلع الثلاثينيات كتب شاخت مقالات أكاديمية عدة في الفقه وعالج مسائل معاصرة في مقالته «الشريعة والقانون في مصر المعاصرة» 1936. غير أن اهتمام شاخت عاد ليتركز على نشوء الفقه حيث قام بدراسة مستفيضة حول محمد ادريس الشافعي تضمنها كتابه الأشهر «أصول الفقه المحمدي.» ويعتبر شاخت في هذا الكتاب أن معظم الأحاديث النبوية تم «تأليفها» أو وضعها مع نهاية القرن الثاني هجري / بداية القرن الثالث. ويشكك بصحة عدد كبير من الأحاديث النبوية ويقول أنها وضعت لدعم حجج وآراء الفقهاء في ذلك الوقت. ويرى شاخت أن الشافعي لعب دوراً محورياً في ذلك لأنه كان في مواجهة أهل الرأي من جهة وأهل الأثر من جهة ثانية. ومن هنا يعتبر شاخت أن الحاجة لإعطاء سلطة مطلقة غير قابلة للنقض أدت إلى إرجاع جميع الأحاديث إلى النبي محمد. وفي عام 1954 وضع شاخت كتابه «مقدمة للفقه الإسلامي» الذي مثل خلاصة فكره.

## مؤلفاته وأبحاثه
- بحث في إعادة النظر في التراث الإسلامي. نشر في جورنال المجتمعات الآسيوية التابعة لبريطانيا العظمى وآيرلندا في أكتوبر 1949. (Revaluation of Islamic Traditions. The Journal of the Royal Asiatic Society of Great Britain and Ireland)
- كتاب بدايات الفقه المحمدي (The Origins of Muhammadan Jurisprudence) في عام 1950.
- بعض أجزاء كتاب مصادر جديدة في تاريخ الثيولوجيا المحمدية (New Sources for the History of Muhammadan Theology) في عام 1953.
- بحث في القانون الإسلامي في دول العصر الحالي. نشر في الجورنال الأمريكي في القانون المقارن في ربيع 1959. (Islamic Law in Contemporary States. The American Journal of Comparative Law)
- بحث في العناصر الأجنبية في القانون الإسلامي القديم. نشر في جورنال التشريع المقارن والقانون الدولي (Foreign Elements in Ancient Islamic Law. Journal of Comparative Legislation and International Law)
- كتاب مدخل إلى الفقه الإسلامي (An Introduction to Islamic Law) نشر عام 1964.